# حزب نهضت اسلامی تاجیکستان
حزب نهضت اسلامی تاجیکستان (به تاجیکی: Ҳизби исломии Тоҷикистон) یکی از احزاب سیاسی در تاجیکستان و تنها حزب اسلامی قانونی ثبت‌نام شده در آسیای میانه است. این حزب در ۲۶ اکتبر سال ۱۹۹۱ میلادی تأسیس شد. رهبری حزب نهضت اسلامی تاجیکستان در حال حاضر به عهده محی‌الدین کبیری است.
این حزب ارزش‌ها و اهداف خود را چنین بیان می‌کند: «با عنایت خداوند متعال، پیروی از پیامبر گرامی با اعتماد به نیروی خِرد مردم، نائل شدن به بنیاد جامعهٔ پیشرفته، آزاد و با ثبات، رسیدن به اولویت قانون و عدالت اجتماعی، مردم‌سالاری، شایسته‌سالاری و کرامت انسانی براساس ارزش‌های ملی، مذهبی و حقوق بشر.»
در دوران جنگ داخلی تاجیکستان، حزب نهضت اسلامی به همراه دیگر احزاب اسلامی چون یکجا با حزب دموکرات و سازمان لعل بدخشان علیهٔ دولت وقت کمونیستی سنگر گرفته بود. در اوایل سال ۱۹۹۳ دادگاه عالی تاجیکستان فعالیت این حزب را ممنوع کرد.
این حزب در ۲۹ سپتامبر سال ۲۰۱۵ از طرف دادگاه عالی جمهوری تاجیکستان منحل شد.